# Plagaltonart
Plagaltonarten („abgeleitete“ Tonarten) werden aus den authentischen Kirchentonarten hergeleitet, indem diese um eine Quarte nach unten versetzt werden. Die plagalen Modi sind im Unterschied zu den authentischen Modi an dem Präfix „Hypo-“ (altgriechisch unter-) erkennbar.
Authentische und plagale Kirchentonarten (Modi) haben die gleiche Finalis, unterscheiden sich aber in ihrem Ambitus und ihrer Repercussa: diese liegt bei den plagalen Modi eine Terz tiefer als bei den authentischen. Dabei ist zu beachten, dass h (als Bestandteil des als instabil empfundenen Tritonus f-h) vermieden und durch c1 ersetzt wird.